# Người Hungary
Người Hungary hay người Magyar là một dân tộc thuộc phân nhóm Ugria trong nhóm Các dân tộc Phần Lan-Ugria, cư trú chủ yếu ở Hungary và lân cận, đồng thời cũng di cư khắp thế giới. Theo Joshua Project năm 2019 có khoảng 11,5 triệu người Hungary, cư trú tại 30 nước. Những nguồn dữ liệu khác thì cho ra tổng cộng có khoảng 13,2 - 14,5 triệu người Hungary, trong đó 9 - 9,5 triệu sinh sống ở Hungary ngày nay (năm 2011). Có ít nhất 2,2 triệu người Hungary sống ở khu vực đã là một phần của Vương quốc Hungary trước năm 1918-1920 khi giải thể nền quân chủ Áo-Hung và Hòa ước Trianon, và nay là một phần của bảy quốc gia láng giềng của Hungary, đặc biệt là România, Slovakia, Serbia và Ukraina. Nhóm quan trọng của những người có tổ tiên Hungary sống ở các vùng khác nhau khác trên thế giới, phần lớn là ở Hoa Kỳ, Đức, Anh, Brasil, Argentina, Chile, Canada và Úc. Người Hungary có thể được phân loại thành nhiều nhóm theo đặc điểm ngôn ngữ và văn hóa địa phương, phân nhóm với bản sắc riêng biệt bao gồm các Székely, Csángó, Palóc, và những người Jassic (Jász). Người Hungary nói tiếng Hungary, một ngôn ngữ thuộc Nhóm ngôn ngữ Ugria trong Ngữ hệ Ural.